# Herb Darłowa
Herb Darłowa – jeden z symboli miasta Darłowo w postaci herbu.

## Wygląd i symbolika
Herb przedstawia na tarczy dzielonej w pas, na której w górnej większej części przedstawiony jest biały rybogryf z żółtymi szponami i dziobem oraz białym jęzorem. Głowa i ogon rybogryfa skierowane w prawą stronę. W dolnej części schodzące się dwie rzeki w jeden nurt. Tarcza herbowa zwieńczona jest żółtą corona muralis, na którym pośrodku pomiędzy dwiema wieżami znajduje się koło młyńskie. 
Rybogryf jest herbem rodu Święców z Pomorza Gdańskiego, którego trzej synowie nadali miastu prawa miejskie w XIV wieku. Dwie rzeki w dole tarczy herbowej symbolizują Wieprzę i Grabową łączące się i uchodzące do Bałtyku w Darłowie. Koło młyńskie na koronie herbowej świadczy o posiadaniu przez miasto prawa młyńskiego.

## Historia
Herb z drobnymi odmianami na pieczęciach miejskich znany jest począwszy od XIV wieku.